# 大袋熊屬

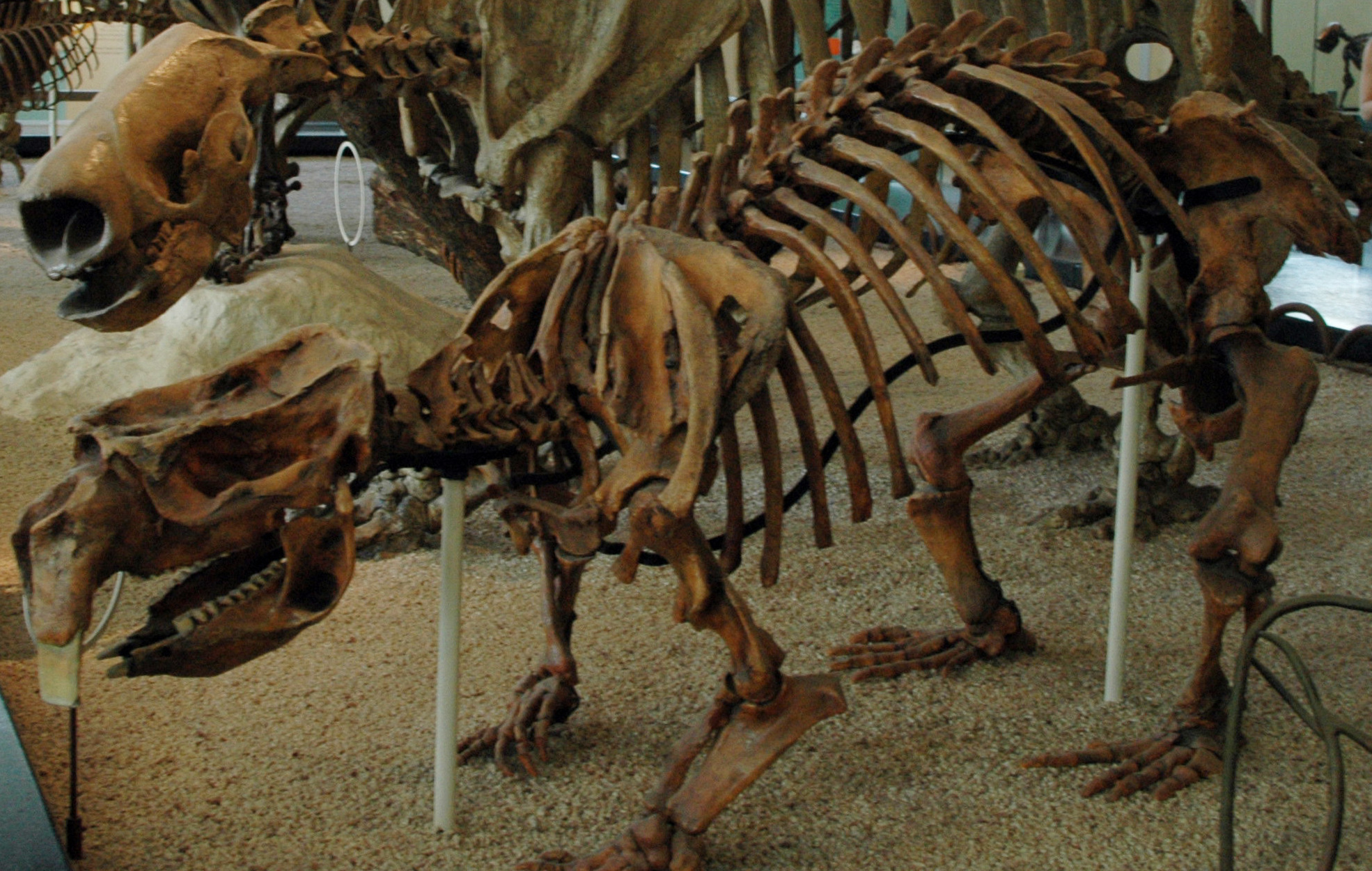

大袋熊屬是生存於上新世至更新世時期澳洲的大型袋熊，於1859年由理察·歐文發表命名。本屬目前僅包含一種，即Phascolonus gigas，為目前已知體型最大的袋熊，體重可達200（440磅）至360（790磅）。大袋熊屬與其他袋熊物種差異最大的特徵在於其長板狀的上門牙以及有明顯向內凹陷的顱蓋。牠們廣泛分布於澳洲除西澳大利亞外的其他地區，偏好乾燥或半乾燥的內陸地區，以大量低營養價值的植物組織為食。雖然分布廣泛，但推測大袋熊的生活環境仍然會選擇於淡水水源附近為主。大量的大袋熊化石遺骸發現於南澳大利亞的卡拉伯納湖更新世年代的沉積物中。和現存袋熊不同的是，大袋熊可能不具有挖掘地穴的能力。大袋熊屬約於50,000至40,000年前更新世晚期的第四紀滅絕事件與其他澳洲巨型動物群一同走向滅絕，推測是由於人類的到來。支序分類學分析顯示，大袋熊屬與其他大型袋熊如拉氏袋熊屬及Sedophascolomys為近親。